# 트레인티어 오스테르하위스
트레인티어 오스테르하위스(Trijntje Oosterhuis, 1973년 2월 5일 ~ )는 네덜란드의 싱어송라이터이다.